# Соединительный канал
Соединительный канал (СК) — одна из крупнейших веток Северо-Крымского канала.
Соединительный канал был введен в эксплуатацию 16 июня 1984 года. Предназначен для обеспечения водой Симферополя, Севастополя и Южного берега Крыма, а также орошения 88 тыс. га земли в пяти районах: Первомайском, Раздольненском, Черноморском, Сакском и Красногвардейском.
Из-за сокращения финансирования к строительству водохранилищ «Заповедное-1» и «Заповедное-2» южнее Симферополя для водоснабжения ЮБК так и не приступили.

## Описание
Протяжённость канала — 41,3 км. Начинается от Раздольненского рисового канала (РРК) с насосной станции НС-354 (ПК-165). Оканчивается Сакским каналом (ПК-564) с расходом 50 м³/с и РЧ-2 (ПК-578) с расходом 19 м³/с. Канал является основным источником наполнения Межгорного водохранилища.
Пропускная способность на первом участке до ПК-522 — 105,7 м³/с, на втором — 73 м³/с. Канал оборудован каскадом из пяти насосных станций. Высота подъема воды составляет 88 м.
Площадь зеркала канала составляет 144,6 га. Установленная мощность насосных станций — 99,8 МВт.
| Насосная станция | Мощность, МВт | Высота подъема, м | Расход воды, м³/с |
| ---------------- | ------------- | ----------------- | ----------------- |
| НС-354           | 5,6           | 1,3               | 20,0              |
| НС-355           | 22,0          | 22,1              | 21,4              |
| НС-356           | 22,0          | 19,0              | 21,8              |
| НС-357           | 22,0          | 18,5              | 20,0              |
| НС-358           | 22,0          | 16,2              | 21,7              |

Пропускная способность акведука — 24,4 м³/с, ливнепропусков под каналом — 226,2 м³/с.